# Biegacz zielonozłoty
Biegacz zielonozłoty (Carabus auronitens) – gatunek dużego chrząszcza z rodziny biegaczowatych, przypisywany do podrodzaju Chrysocarabus. Jest szeroko rozpowszechniony, występuje od Pirenejów po Karpaty. W Polsce zasiedla lasy różnych typów, w Tatrach i Bieszczadach spotykany jest także ponad górną granicą lasu. Osiąga około 18–28 mm długości. Spośród innych gatunków rodzaju Carabus wyróżnia się głównie ubarwieniem. Pokrywy skrzydeł są koloru jasnozielonego, zaś kończyny jaskrawoczerwone. Przedplecze i głowa w zależności od gatunku mogą być zielonawe, czerwonawe lub pomarańczowe. Poluje na inne owady, pająki i ślimaki. Jest zwierzęciem naziemnym, choć obserwowany był też na drzewach. Gody, do których przystępuje wiosną kończą się złożeniem jaj w ziemi. Larwy są drapieżne. Żyje około 8 lat. Bywa traktowany jako bioindykator, ponieważ jest wrażliwy na środki chwastobójcze oraz nawozy sztuczne. W Polsce podlega częściowej ochronie gatunkowej.